# Otto Kittel
Nadporučík Otto Kittel (* 21. února 1917, Krasov – 16. února 1945, jihozápadně od Džūkste, Lotyšsko) byl německý stíhací pilot. S 267 sestřely se stal 4. nejúspěšnějším německým stíhacím pilotem.
Vyučil se v Mladé Boleslavi automechanikem. Poté byl zaměstnán u opavské firmy Abicht a Gebauer. V roce 1939 vstoupil do Luftwaffe. Zúčastnil se mimo jiné útoku na Jugoslávii na jaře 1941. V létě 1941 sloužil u stíhací eskadry JG 54, jež bojovala v rámci Skupiny armád Sever při útoku na SSSR. 24. června 1941 vybojoval svá první vzdušná vítězství. Postupně se vypracoval na velitele 2. letky. Všechna svá vítězství, která nastřádal během 583 bojových vzletů, získal na východní frontě. V únoru 1945 byl sestřelen a zabit v boji se sovětskými Il-2, čímž se stal pilotem s největším počtem sestřelů zabitým za války.

## Vyznamenání
- Železný kříž, II. třída (30.06.1941)
- Železný kříž, I. třída (DD.10.1941)
- Německý kříž , ve zlatě (18.03.1943)
- Rytířský kříž Železného kříže (29.10.1943)
- Rytířský kříž Železného kříže, s dubovou ratolesti, 449. držitel (11.04.1944)
- Rytířský kříž Železného kříže , s dubovou ratolesti a meči, 113. držitel (25.11.1944)
- Frontová letecká spona denní stíhači - zlatá
- Společný odznak pro piloty a pozorovatele
- 1939 černý